# Phyteuma sieberi
Phyteuma sieberi là loài thực vật có hoa trong họ Hoa chuông. Loài này được Spreng. miêu tả khoa học đầu tiên năm 1813.